# Auberge de jeunesse de Brest
 (mai 2013).
Si vous disposez d'ouvrages ou d'articles de référence ou si vous connaissez des sites web de qualité traitant du thème abordé ici, merci de compléter l'article en donnant les références utiles à sa vérifiabilité et en les liant à la section « Notes et références ».
L'auberge de jeunesse de Brest, propriété de la Ville, a été inaugurée en mai 1983. Projet architectural avant-gardiste, l'Auberge de jeunesse fut imaginée par Roland Schweitzer, architecte et urbaniste, et fidèlement restituée grâce à la vigilance de Philippe Jean, son architecte d'application.
La Ville de Brest a reçu en 1991 un prix d'architecture sportive et socio-éducative contemporaine du ministère de la Jeunesse et des Sports pour son Auberge de jeunesse. Celle-ci reçoit de nombreuses visites d'architectes et d'étudiants en architecture, venus s'inspirer de sa structure, à la fois massive et aérée. En 2011, l'Auberge de jeunesse fit partie des structures visitées à l'occasion de la remise du prix Architecture Bretagne 2011. Depuis 2011, l'Auberge de jeunesse participe aux Journées européennes du patrimoine et organise des visites guidées ainsi que des expositions,. Elle a été inscrite au titre des monuments historiques le 19 septembre 2018,.
L'auberge de jeunesse a été construite sur l'ancienne propriété de 7200 m2 du comte de Chalus (qui possédait également l'Abbaye Saint-Guénolé de Landévennec), deux bâtiments datent d'ailleurs de cette époque au niveau du B6 : la chambre 601 (ancien poulailler) et la chaumière (ancien logement du gardien). L'Auberge est située au Moulin-Blanc, près du port de plaisance et de la plage du même nom, dans le quartier de Saint-Marc, non loin d'Océanopolis et du Conservatoire botanique national, logé dans le vallon du Stang-Alar.
Elle est actuellement gérée par l'Association départementale des auberges de jeunesse du Finistère. À l'occasion des 30 ans de la structure, les 1er et 2 octobre 2013, en présence de Roland Schweitzer et Philippe Jean, un livret a été publié.

## Bâtiments principaux (B1-B2)
Les deux bâtiments principaux d'hébergement ont été construits entre 1981 et 1983. Reliés par une passerelle agrémentée de deux ouvertures carrées, sortes de lucarnes vers l'extérieur, ils accompagnent la pente naturelle du terrain vers la mer.
Afin de permettre la coexistence d'activités différentes, la partie supérieure des deux bâtiments a été allouée à l'hébergement.
Le bas du B2 (bâtiment à gauche sur la photo) accueille trois salles de réunion ainsi qu'une cuisine dédiée aux publics « individuels » (comprendre : hors groupes).
Le rez-de-chaussée du B1 abrite l'accueil de l'Auberge de jeunesse, un vaste séjour largement ouvert sur le parc et le port de plaisance, par ses immenses baies vitrées, les bureaux et la cuisine collective, avec ses trois salles de restauration donnant sur le parc. Le sous-sol du B1 accueille une salle de réunion, ainsi que des espaces de rangement, un atelier, une buanderie et les locaux techniques.

## Bâtiment annexe (B6 et «chaumière»)
Pour la construction de ce bâtiment, ont été utilisés deux éléments datant de l'époque du comte de Chalus. La chambre 601 est ainsi logée dans l'ancien poulailler (structure en pierre à gauche sur la photo). La « chaumière » à proprement parler, qui est une maison en pierre au bout du B6, était l'ancien logement du gardien.

Ces deux bâtiments ont été reliés par une structure en bois rappelant une construction traditionnelle japonaise, avec une coursive couverte desservant d'un côté plusieurs chambres, et de l'autre un patio fermé. Des skydômes, sur le toit, contribuent à diffuser une lumière naturelle dans les douches.
Le B6 a été construit postérieurement aux bâtiments principaux (B1 et B2). Il accueille uniquement une activité d'hébergement.

## Bâtiment annexe (B3), dit «du directeur»
Ce bâtiment surprenant, initialement imaginé « tout béton » par Roland Schweitzer et revu en « tout bois » par Philippe Jean, a été construit par Gabriel Le Vourc'h.
Son architecture modulaire sur un niveau en fait une référence dans le domaine de la construction en bois.
On peut noter la légèreté de la structure, posée sur des poteaux-poutres, parfaitement intégrée à son environnement. Symboliquement, un arbre a été inclus dans la structure.